# John Snow
John Snow, angleški zdravnik, * 15. marec 1813, York, Združeno kraljestvo, † 16. junij 1858, London.
Imel je vodilno vlogo pri razvoju anestezije in higiene v zdravstvu, širše pa je znan tudi po preučevanju izbruha kolere v Londonu, zaradi česar velja za pionirja epidemiologije.

## Zgodnje življenje in izobrazba
Rodil se je v delavski družini kot najstarejši od devetih otrok in odraščal v revnem predelu Yorka. Tamkajšnje nehigienske razmere – prebivalci so denimo črpali vodo, onesnaženo z iztoki s trgov, greznic in pokopališč – naj bi ga navdihnile pri kasnejšem delu.
Pri štirinajstih je postal vajenec pri kirurgu in lekarnarju v Newcastlu. Kot vajenec se ni smel vesti nemoralno – popivati, hazardirati ali se poročiti, kar je vplivalo na njegove nazore, da se je zavezal popolni abstinenci od alkohola. Bil je tudi vegetarijanec. Leta 1831 je prav v Newcastlu izbruhnila prva britanska epidemija kolere in Snow je pomagal pri zdravljenju obolelih tam ter v rudarski vasici Killingsworth. Naučil se je bil že latinsko in grško, na račun česar so ga leta 1832 sprejeli kot enega prvih študentov medicinske šole, ki so jo ustanovili zdravniki iz Newcastla. Leta 1836 se je nato s finančno pomočjo strica vpisal na Hunterian School of Medicine v Londonu, da bi pridobil naziv doktorja medicine.
Specializiral se je za porodništvo. Med prakso na kadavrih je dokazal, da so hlapi arzenika, s katerim so balzamirali umrle za obdukcije, strupeni, kar je vodilo do sprememb pri tej praksi. Leta 1838 je končal usposabljanje in pridobil licenco za opravljanje zdravniške dejavnosti ter postal član Kraljevega kolidža kirurgov (Royal College of Surgeons), naziv »doktor« pa je pridobil šele leta 1843 z diplomo Univerze v Londonu.

## Kariera
Vzpostavil je ordinacijo splošne medicine in kirurgije v londonski četrti Soho in se izkazal kot porodničar. Poleg tega je aktivno raziskoval, posebej na področju dihanja, v ta namen je med drugim izumil nekaj aparatur za jemanje vzorcev iz poprsnične votline, ki niso pripuščale zraka. O odkritjih je debatiral v Westminstrskem medicinskem društvu in poročila objavljal v strokovnih publikacijah.
Njegovo pozornost je pritegnila novoodkrita uporaba etra za anestezijo. Razvil je metodo za natančno doziranje in raziskoval vpliv temperature ter kmalu postal najboljši britanski anestezist, zato so ga kirurgi pogosto vabili k sodelovanju. Leta 1847 je bila prvič demonstrirana še uporaba kloroforma v isti namen in Snow se je posvetil tudi tej spojini. Njegov pristop je bil pri mnogo nevarnejšem kloroformu še pomembnejši. Napisal je prvi znanstveni opis smrti zaradi anestezije in zagovarjal uporabo uplinjevalcev za kontrolirano dajanje kloroforma pacientom. Uporaba anestezije pri porodih je bila takrat v splošni in strokovni javnosti obravnavana kot neetična, proti njej je nastopila tudi Angleška cerkev. Leta 1853 pa ga je kraljica Viktorija najela kot anestezista pri osmem porodu in štiri leta kasneje še pri devetem, na račun uspeha se je hitro obrnilo tudi javno mnenje.

### Epidemiologija
V tem obdobju, leta 1848, je London prizadela nova epidemija kolere. Takrat splošno sprejeto stališče je bilo, da to in druge nalezljive bolezni povzročajo miazme (»slab zrak«), v kar pa je Snow na podlagi svojih izkušenj s fiziologijo dihanja dvomil. Natančnega mehanizma ni razvozlal, saj tudi teorija o prenosu s patogenimi mikroorganizmi še ni bila razvita, iz zbranih podatkov pa je zaključil, da gre za širjenje z zaužitjem »patološke snovi«. Leta 1848 je izvedel prvo epidemiološko študijo na svetu in povezal razlike v pojavnosti kolere med različnimi londonskimi četrtmi z vodnimi viri. Četrti, kjer je kolera bolj razsajala, so dobivale vodo iz bolj onesnaženih dolvodnih predelov Temze in obratno. Snowova zamisel, da je vzrok bolezni zauživanje fekalij, je bila v takratni družbi slabo sprejeta in mnogi kolegi so ga napadali.
Ko se je epidemija ponovila leta 1853, je povezal enega od lokalnih izbruhov z vodno črpalko na ulici Broad Street in prepričal vodstvo lokalne župnije, da je ukazalo odstranitev ročice. Vendar pa je epidemija takrat že pojenjala in zdravstveni upravi se njegove trditve niso zdele prepričljive, zato so vrnili ročico.

## Zadnja leta in zapuščina
Večino življenja je abstiniral od alkohola in pil prekuhano vodo, v kasnejših letih pa je postal tudi vegan. Nikoli se ni poročil. Sredi 1840. let se je njegovo zdravje poslabšalo, doživel je odpoved ledvic, zato je pričel jesti meso in piti manjše količine vina. Leta 1858, v 46. letu starosti, je umrl za kapjo.
Do konca si je neuspešno prizadeval uveljaviti svojo teorijo o prenosu kolere z onesnaženo vodo, ki so jo začeli jemati resno šele ob četrtem izbruhu leta 1866. Potrdil jo je eden njegovih prej najglasnejših nasprotnikov, William Farr, in odredil prekuhavanje vode v prizadetih predelih, čeprav svojih dotedanjih prepričanj ni povsem opustil. Teorija o patogenih mikrobih se je nato uveljavila konec tistega stoletja. Kljub temu, da ni dokazal povzročitelja kolere, velja Snow za pionirja sodobne epidemiologije.
Njegove delo je pripomoglo k uveljavitvi anestezije in vodilo v korenite spremembe pri vodovodnem in kanalizacijskem sistemu Londona, kar so kasneje posnemali tudi v drugih mestih, s tem pa se je korenito izboljšalo javno zdravje po vsem svetu. Angleško društvo, poimenovano po njem, vsako leto simbolično odstrani ročico s spomeniške črpalke v Londonu in jo znova namesti, ceremonijo spremlja tudi strokovno predavanje v organizaciji društva.